# Kịch nói
Kịch nói hay thoại kịch là nghệ thuật trình diễn trọng thoại.

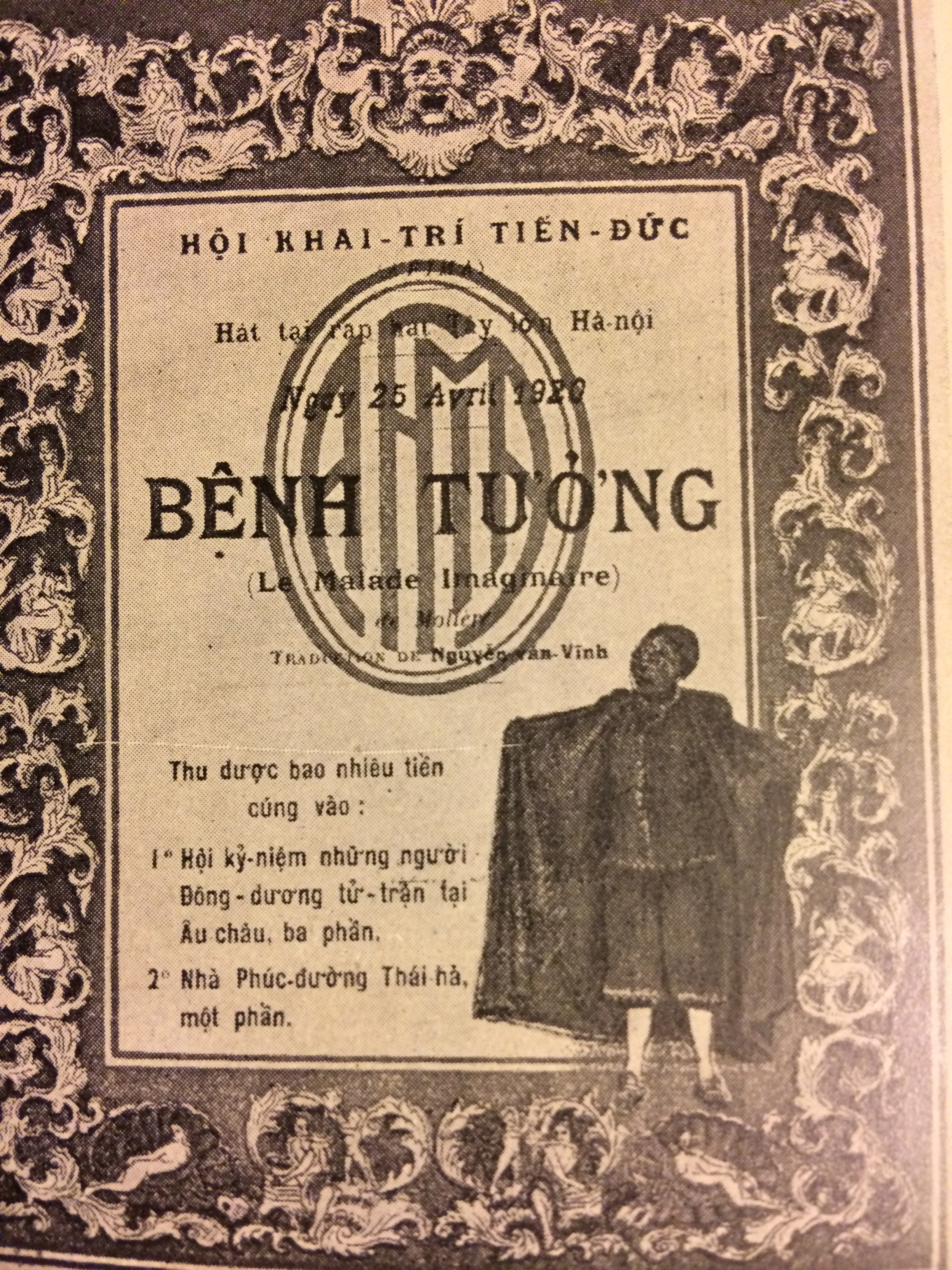
Tờ quảng cáo vở Bệnhtưởng do Nguyễn Văn Vĩnh dịch nguyên tác của Molière, diễn ngày 20 Tháng Tư, 1920 ở Nhà hát lớn, Hà Nội. Hội Khai Trí Tiến Đức cùng bảo trợ để quyên góp giúp tử sĩ Đông Dương chết trận ở Âu châu trong Đệ nhất Thế chiến

## Việt Nam

### Sơ khởi
Những bộ môn trình diễn sân khấu truyền thống ở Việt Nam vào đầu thế kỷ 20 là hát chèo, hát tuồng, và cải lương. Cả ba đều dùng âm nhạc và ca điệu làm cách diễn tả chính trong khi lời nói thường chỉ dùng xen kẽ. Khi người Pháp đặt nền bảo hộ ở Đông Dương vào cuối thế kỷ 19 và mang môn giải trí trình diễn kịch sang thì người Việt mới dần quen với lối nghệ thuật mới này.
Vở kịch đầu tiên theo thể cách kịch nói của Âu châu là vở Bệnh tưởng vốn là nguyên tác Le Malade imaginaire của văn sĩ người Pháp Molière do Nguyễn Văn Vĩnh dịch ra tiếng Việt. Ông cho rằng kịch nghệ sẽ là phương tiện quảng bá chữ Quốc ngữ hữu hiệu hơn sách báo. Vở Bệnh tưởng là một trong bốn bốn vở hài kịch ông dịch từ tiếng Pháp vào thập niên 1910 trong đó có Trưởng giả học làm sang (Le Bourgeois gentilhomme), Người biển lận (L’Avare), Giả đạo đức (Tartuffe). Bốn bản dịch đã được in trên Đông Dương tạp chí.
Năm sau tức năm 1921 vào ngày 22 tháng 10 thì vở Chén thuốc độc của tác giả Vũ Đình Long được diễn tại Nhà hát Lớn Hà Nội. Đây là vở kịch đầu tiên do chính người Việt soạn và đăng trên báo Hữu Thanh do Tản Đà phụ trách.
Tuy lấy mẫu từ kịch bản Pháp, kịch nói ở Việt Nam đã nhanh chóng thích nghi, trút tỉa từ nét văn hóa Việt Nam đương thời để Việt hóa môn này. Bắt đầu từ Tự Lực văn đoàn đã manh nha thể nghiệm những hình thức văn nghệ mới. Nhiều vở thoại kịch không kể dài ngắn đều được đăng liên tục trên các báo Phong Hóa, Ngày Nay do tác giả tứ phương gửi về tòa soạn. Năm 1935, thi sĩ Thế Lữ cùng Lan Sơn, Lê Đại Thanh lập Ban kịch Thế Lữ tại Hải Phòng, chủ yếu diễn các vở của Vi Huyền Đắc và Thế Lữ. Kịch nói dần hướng đến chuyên nghiệp hóa. Thoại kịch lúc này bắt đầu phân biệt thượng lưu và bình dân với những cách trình diễn khác nhau, cốt truyện và tâm lý cũng khác nhau.

### Đệ nhị Thế chiến
Trong thời gian ngắn ngủi Việt Minh nắm quyền tuyệt đối (1945-7), thoại kịch hầu như vươn dậy tạm thời đánh bạt mọi loại hình văn nghệ khác nhờ vai trò thông tin - văn hóa. Các chính đảng cho soạn diễn những vở kịch ngắn ca tụng công đức tiền nhân và hiệu triệu quốc dân kháng Pháp, thoại kịch cũng là hình thức phổ biến Bình dân học vụ và tăng gia sản xuất.
Sau khi Việt Minh triệt thoái lên Việt Bắc, tại vùng Quốc gia Việt Nam phát triển loại hình thoại kịch tân thời phỏng các vở cổ điển Âu châu, điển hình là Molière, Shakespeare, đồng thời chuyển soạn những tích anh hùng nghĩa sĩ, anh thư liệt phụ trong kho tàng văn hóa Á Đông và Việt Nam. Phải kể đến Nửa đêm truyền hịch (Trần Tử Anh), Thằng Cuội ngồi gốc cây đa (1948 của Vũ Khắc Khoan)  diễn tại Nhà hát Lớn Hà Nội từ khi thành phố chưa dỡ thiết quân luật.  Kịch thơ cũng manh nha như các vở Tâm sự kẻ sang Tần (Vũ Hoàng Chương), Bến nước Ngũ Bồ (Hoàng Công Khanh)... Còn trên chiến khu, ban lãnh đạo Việt Minh cũng mở liên tiếp các kì đại hội văn nghệ để cổ động văn nghệ sĩ sáng tác kịch tuyên truyền chiến đấu và tăng gia sản xuất.

### Thời kỳ đất nước chia đôi
Sang thập niên 1950 thì ban kịch Dân Nam đã có tiếng. Vở trường kịch đầu tiên ở Việt Nam là vở Áo người trinh nữ. Mười năm sau vào thập niên 1960 thì ở trong Nam đã có nhiều ban kịch như Ban kịch sống Túy Hồng. Trong khi các đoàn cải lương và hát tuồng dùng sân khấu sống, kịch nói vào giai đoạn này xuất hiện chủ yếu trên truyền hình THVN. Các đề tài lồng trong cốt truyện thường phản ảnh tình hình xã hội như các vở Gia đình Ông Ký, Ngã rẽ cuối cùng, Chuyện xảy ra lúc 0 giờ.
Môn kịch nói được giảng dạy ở Trường Quốc gia Âm nhạc và Kịch nghệ.
Diễn viên kịch nói nhiều khi là diễn viên cải lương như Kim Cương, Ba Vân, Túy Hoa, La Thoại Tân. Ngoài ra là những diễn viên không thuộc trường phái cải lương như Kiều Hạnh, Tú Trinh.

### Phát triển: Phong trào xã hội hóa sân khấu
Sau Ngày Thống Nhất, cơ quan quản lý tiến hành gom nghệ sĩ vào các đoàn văn công, chấp nhận mọi loại hình biểu diễn nhằm mục đích tuyên truyền chính trị và kêu gọi nếp sống mới. Thời kỳ đầu, các đoàn văn công tư lập hầu như không tồn tại, ngoại trừ kịch đoàn Kim Cương được cấp phép hoạt động mà hầu hết thành viên từng làm việc cho Đoàn Văn Tác Vụ Quân lực Việt Nam Cộng hòa. Nhưng sang giai đoạn sau, khi kinh tế ngày một khó khăn, chính phủ đành nới lỏng quản lý, dần cho phép những đội văn nghệ tư lập được biểu diễn công khai. Đây cũng là lúc nổi lên những tên tuổi như Thế Ngữ, Doãn Hoàng Giang, Lưu Quang Vũ đủ sức chiếm lĩnh sân khấu bằng những vở khai thác mạnh tâm lí xã hội Việt Nam, thay thế những vở Liên Xô, Đông Đức đã lạc hậu với thời cuộc.
Kể từ cuối thập niên 1980, khi trào lưu băng nhựa tràn vào, thoại kịch Việt Nam có cơ hội đến gần bình dân hơn bằng việc thâu băng. Lúc này, những kịch đoàn tư lập lớn xuất hiện rầm rộ nhưng cũng chóng tan rã. Truyền hình trở thành phương tiện quảng bá thoại kịch ổn định nhất. Càng về sau, hài kịch càng lấn át chính kịch, buộc những vở kịch cổ điển hoặc lành mạnh phải ghép âm nhạc vào.

### Suy thoái: Cơn lốc băng đĩa lậu và Internet
Kể từ đầu thập niên 2000, các loại hình giải trí mới như phim đĩa, nhạc Internet trở nên dễ tiếp cận với mọi lứa tuổi và đẳng cấp xã hội, khiến ngành sân khấu nói chung lâm tình trạng "đắp chiếu", "thắt lưng buộc bụng". Tài tử phải đi tấu hài, tranh vai trên sóng truyền hình, khiến thoại kịch chững lại rồi sa sút. Chỉ một số kịch đoàn như Nhà hát Tuổi Trẻ, Sân khấu IDECAF, Sân khấu kịch Hồng Vân, Sân khấu Nụ Cười Mới tạm tồn tại được nhờ khai thác mảng hài kịch, hề kịch và cả kinh dị, đồng tình luyến ái, du đãng. Cả chủ đề và đề tài đều nghèo dần, đua tranh "chộp giật" để câu khách. Một số sáng kiến được đưa ra nhằm cứu vãn tình thế, như điện ảnh hóa sân khấu hoặc hợp tác với các cường quốc kịch nghệ Nga, Pháp, Đức, Bỉ, Mỹ, Nhật Bản... thậm chí biến kịch thành một môn học tại các giảng đường. Cá biệt có tập đoàn FPT phối hợp Nhà Tuổi Trẻ dựng những vở kịch tình huống phát hành có phí trên Internet để ủng hộ nghệ sĩ.

## Xuất phẩm
| Soạn giả        | Tác phẩm                                                                      |
| --------------- | ----------------------------------------------------------------------------- |
| Đinh Thạch Bích | Ái tình Bôn-sê-vích                                                           |
| Vũ Khắc Khoan   | Thằng Cuội ngồi gốc cây đa (1948) Thành Cát Tư Hãn Hậu trường (1949) Ngộ nhận |
| Ngọc Linh       | Ngã rẽ tâm tình                                                               |
| Phan Tùng Mai   | Người giết Tần Cối                                                            |
| Trần Lê Nguyễn  | Quán nửa khuya Bão thời đại                                                   |
| Ngô Xuân Phụng  | Ác mộng Con vật phi lý                                                        |
| Doãn Quốc Sỹ    | Trái cây đau khổ (1963)                                                       |
| Tinh Vệ         | Bão loạn Cơn lốc                                                              |
| Hoàng Dũng      | Lá sầu riêng (1963)                                                           |